# Културен конфликт
Културен конфликт е тип конфликт, който възниква, когато различни културни ценности и вярвания се сблъскат . Този термин е използван за да обясни насилие, насилствени действия и/или престъпления. В действителност според Мишел Лебарон културата с нейните език, национална идентичности и всякакъв друг тип етнически, религиозни и т.н. идентичности е в основата на всеки тип конфликт .

## Различни дефиниции
Джонатан Търнър дефинира културния конфликт като причинен от "различия от културните ценности и вярвания, които поставят хората в опозиция и ги скарва едни с други".  На макро ниво Алекзандър Груи дискутира културния конфликт между гости от различни култури и националости през призмата на британския ситком от 1970 Fawlty Towers . Той дефинира този конфликт като такъв, който възниква когато на очакванията на хората за определен тип поведение на другата страна, които произтичат от техния културен бекграунд (произход) не бъде отговорено подобаващо или дори тези очаквания биват разочаровани, тъй като другите имат друг културен бекграунд и съответно други очаквания .
Културните конфликти са особено трудни за разрешаване, когато конфликтуващите страни имат различни вярвания (не непременно различни религии)  Културните конфликти се интензифицират, когато тези различия и несъгласия дадат отражение в политиката, особено на макро равнище  Етническото прочистване е друг краен пример за културен конфликт 

## В България
Дългогодишен и отдавнашен конфликт по отношение на българският език, българската азбука (Кирилицата) и т.н. България има с Русия, който през годините се задълбочава (заедно с подкрепата от Москва за формирането на Македония като държава и обозначаването на държавния език там като "македонски" и различен от българския) . Виж също по темата Етнокрация в България.